# John Grinder
John Grinder (Detroit, 10 gennaio 1940) è un linguista, filosofo e life coach statunitense, che fondò negli anni settanta con Richard Bandler la Programmazione neuro linguistica (PNL).

## Biografia
Laureato in filosofia all'Università di San Francisco agli inizi degli anni sessanta, si arruolò nel corpo dei Berretti Verdi e venne mandato in Europa ai tempi della Guerra Fredda. Ebbe così la possibilità di imparare nuove lingue e alla fine degli anni sessanta conseguì una seconda laurea in linguistica presso l'università della California, a San Diego, dove ottenne anche un dottorato.
In qualità di linguista sviluppò le teorie della grammatica trasformazionale di Noam Chomsky, e dopo aver analizzato la scienza cognitiva a stretto contatto con uno dei suoi fondatori, George Armitage Miller, dell'Università Rockefeller, divenne professore di linguistica presso la Nuova Università della California, a Santa Cruz. Alcuni suoi lavori in linguistica sono, ad esempio, Guide to Transformational Grammar (scritto con Suzette Elgin, Holt, Rinehart e Winston, Inc., 1973) e On Deletion Phenomena in English (Mouton & Co., 1976).
Fu a Santa Cruz che incontrò Richard Bandler, allora studente di matematica, il quale stava studiando la terapia Gestalt attraverso le lezioni di Fritz Salomon Perls, psicoterapeuta e psichiatra tedesco trasferitosi nel 1947 negli Stati Uniti, autore del testo cardine della Gestalt, Gestalt Therapy.
Grinder restò letteralmente affascinato dai modelli linguistici di alcuni terapeuti, e nel 1974 iniziò il sodalizio con Richard Bandler che di lì a poco avrebbe portato alla nascita della Programmazione neuro linguistica (PNL). Insieme iniziarono ad analizzare i modelli linguistici utilizzati da Fritz S. Perls, Virginia Satir (che insegnava terapia della famiglia) e Milton H. Erickson, un famoso medico ipnoterapeuta. Durante gli anni seguenti, gli studi di Bandler e Grinder progredirono e vennero pubblicati nei libri La struttura della magia e I modelli della tecnica ipnotica di Milton H. Erickson, che divennero il fondamento della PNL.
Negli anni ottanta John Grinder cominciò ad operare come consulente presso grandi aziende e organizzazioni governative americane e alla fine degli anni novanta ritornò a tenere corsi a livello internazionale.
Nel luglio 1996, dopo molti anni di battaglie legali, Bandler fece causa a John Grinder e altri, reclamando la proprietà esclusiva della PNL sin dalla sua fondazione, oltre al diritto esclusivo di usare il termine come marchio registrato.

## New code NLP
Tra il 1982 e il 1987, influenzati dall'antropologo e teorista dei sistemi Gregory Bateson, Grinder e Judith DeLozier hanno collaborato per sviluppare la PNL Nuovo Codice. Grinder e Bateson si incontrarono durante il periodo al Kresge College dell'università di Santa Cruz negli anni 70s: proprio Gregory Bateson aveva scritto l'introduzione del primo libro di PNL, la struttura della Magia.
Grinder e Deloizer con la PNL Nuovo Codice hanno voluto ricodificare il "codice classico" della PNL, ricreando i pattern e includendo i controlli ecologici, un tema molto caro a Bateson e un utilizzo più sistematico della mente inconscia, tema molto caro a Milton Erickson.
L'ecologia, in termini PNL, è intesa come il rispetto dell'integrità del sistema considerato come un tutto... In pratica ogni lavoro di cambiamento deve sottintendere la domanda: "Qual è l'intenzione dietro il comportamento? Quali sono gli effetti di questo cambiamento? È ancora una buona idea?".
Il libro Turtles All the Way Down; Prerequisites to Personal Genius è la trascrizione di un seminario di questo periodo
John Grinder e Carmen Bostic St Clair hanno sviluppato ulteriormente il Nuovo Codice ed esplicitando contesto e schemi nel libro Whispering in the Wind del 2001
 
John Grinder incoraggia tutti i praticanti di PNL Nuovo Codice a prendersi un impegno e sviluppare ulteriormente quello che lui considera il cuore della PNL: il modeling.

### PNL Nuovo Codice in Italia
In Italia la PNL vista secondo John Grinder non è molto conosciuta: ha incominciato ad avere i primi praticanti solo a partire dal 2006 grazie al lavoro di divulgazione di Andrea Frausin.